# Партія угорського двохвостого собаки
Партія угорського двохвостого собаки (угор. Magyar Kétfarkú Kutya Párt) — угорська сатирично-пародійна політична партія, заснована у 2006 році та офіційно зареєстрована 8 вересня 2014 року. Основною ідеологією партії є політичний абсурд та сатира. Також партія виступає провідником «анти-анти-імігрантської» політики.
Партія займається «пропагуванням» абсурдних політичних ідей, які протиставляються ідеям та курсам ідеологічних партій країни, висміюючи їх.